# Fluminense 3–2 Flamengo (1995)
Fluminense 3—2 Flamengo foi uma partida de futebol disputada em 25 de junho de 1995, no Estádio do Maracanã, no Rio de Janeiro. O jogo foi a última rodada do octogonal final do Campeonato Carioca de 1995 e é considerado um dos maiores jogos da história do clássico Fla-Flu; já foi descrito como "épico", "histórico" e "antológico", e em 2020 foi aclamado como o maior jogo de futebol da história do Maracanã. A partida foi assistida por um público pagante de 112 285 pessoas e ficou conhecida como o "Fla-Flu do gol de barriga", uma alusão à "jogada histórica" do gol decisivo, marcado pelo atacante Renato Gaúcho, considerado um dos gols mais famosos da história do futebol brasileiro e um dos maiores momentos da história do Fluminense. O jogo também é lembrado pela forte chuva durante o primeiro tempo e pelas 4 expulsões (três para o Fluminense, uma para o Flamengo).
No ano em que completava 100 anos de sua fundação, o Flamengo foi campeão da Taça Guanabara e chegou ao octogonal final como o grande favorito ao título. No início do ano, o Rubro-Negro havia contratado o melhor jogador do mundo em 1994, o atacante Romário, que havia acabado de ser campeão mundial com a Seleção Brasileira. O elenco também tinha o lateral-esquerdo Branco (que também havia sido campeão mundial com a Seleção) e o treinador era Vanderlei Luxemburgo, que vinha de dois títulos brasileiros consecutivos com o Palmeiras. O Fluminense, por sua vez, não conquistava um título desde 1985 e atravessava dificuldades financeiras que incluíam atrasos no pagamento dos salários de seus jogadores. O Tricolor era considerado a quarta força do futebol carioca e a principal estrela era o atacante Renato Gaúcho, que já tinha 32 anos e estava decidido a se aposentar após ser dispensado pelo Atlético Mineiro.
O Flamengo foi para o confronto decisivo precisando apenas de um empate para ser campeão. Apesar do favoritismo do adversário, o Fluminense do técnico Joel Santana marcou dois gols no primeiro tempo, período no qual choveu torrencialmente no estádio. Renato Gaúcho abriu o placar aos 30 minutos e Leonardo marcou o segundo aos 42 minutos. O Flamengo reagiu no segundo tempo: aos 26 minutos, Romário diminuiu a diferença, e um princípio de confusão no gramado acarretou na expulsão de Sorley, do Fluminense, e Marquinhos, do Flamengo. Aos 32 minutos, Fabinho empatou o jogo, resultado que daria o título ao Flamengo. O Fluminense teve outro jogador expulso quando Lira recebeu o cartão vermelho após carrinho em Fabinho. Mesmo com dois jogadores a menos, o Fluminense conseguiu a vitória aos 41 minutos do segundo tempo: Aílton fez grande jogada na ponta-direita e chutou para o gol; a bola desviou na barriga de Renato Gaúcho antes de entrar. O Tricolor das Laranjeiras terminou o jogo com apenas oito jogadores em campo ao ter um terceiro jogador expulso, após carrinho de Lima em Sávio.
O público de mais de 100 000 pessoas, o desafio particular entre Renato Gaúcho e Romário pelo "título" de "Rei do Rio", a forte chuva durante o primeiro tempo, as quatro expulsões, o icônico gol decisivo e a controvérsia sobre a sua autoria — o árbitro Leo Feldman registrou o gol de barriga para Aílton — tornaram a partida um evento marcante na história de ambos os clubes e do estádio. Uma enquete com mais de 50 000 torcedores elegeu o "Fla-Flu do gol de barriga" como o maior jogo da história do Maracanã. O clássico é constantemente relembrado, especialmente pelo Fluminense: em 2020, o clube fez eventos de comemoração pelo 25º aniversário da partida, arrecadando mais de 100 mil reais em ingressos simbólicos para o confronto.

## Antecedentes
1995 era o ano do centenário do Flamengo, e o clube investiu pesado para formar um time capaz de encerrar a sequência de títulos do rival Vasco da Gama, que vinha de três Cariocas consecutivos, em 1992, 1993 e 1994. O Rubro-Negro pagou 4,5 milhões de dólares ao Barcelona para contratar o atacante Romário. O "Baixinho" havia acabado de ser o artilheiro e principal jogador Seleção Brasileira na conquista da Copa do Mundo de 1994, o que lhe rendeu o prêmio de melhor jogador do mundo pela FIFA. Romário chegou ao Rio de Janeiro em 14 de janeiro de 1995 e desfilou em carro aberto pela cidade para um público estimado em 1 milhão de pessoas.
O Fluminense, por outro lado, não conquistava um título desde 1985 e atravessava grandes dificuldades financeiras. Sem dinheiro para contratações e sem jogadores conhecidos, o Tricolor das Laranjeiras era considerado a quarta força do futebol carioca; o Vasco tinha o atacante Valdir Bigode como sua referência e o Botafogo (que seria o campeão brasileiro daquele ano) tinha Túlio Maravilha. A principal contratação do Fluminense para aquela temporada foi o atacante Renato Gaúcho, que estava decidido a se aposentar após ser dispensado do Atlético Mineiro. Apesar do cenário desanimador, Renato Gaúcho chegou ao Rio de Janeiro provocando os rivais Romário e Túlio, e os três protagonizaram uma disputa informal pelo "título" de "Rei do Rio", que é relembrada como um dos "ingredientes especiais" daquele campeonato.

### O campeonato
O campeonato foi disputado por 16 times, divididos em dois grupos. Os confrontos eram divididos em duas fases. Na primeira fase, os times de cada grupo se enfrentavam entre si, em dois turnos; o líder de cada grupo, em cada turno, ganhava 1 ponto bônus para a fase final. Os dois melhores times de cada grupo durante a primeira fase se enfrentavam pela Taça Guanabara; e campeão desse troféu também ganhava 1 ponto bônus. Os 7 mais bem colocados na primeira fase se classificavam para o octogonal final; a oitava vaga era disputada entre o oitavo melhor clube da primeira fase e entre o "campeão" dos Grupos C e D (uma espécie de divisão intermediária). O time com mais pontos ao final do octogonal final era o campeão.

### Primeira fase
Flamengo e Fluminense jogaram o Grupo B, juntamente com Americano, Bangu, Campo Grande, Friburguense, Madureira e Volta Redonda. O Flamengo terminou o primeiro turno em primeiro lugar, com 17 pontos em 7 jogos (5 vitórias, 2 empates e nenhuma derrota); o Fluminense terminou em segundo lugar, com 16 pontos em 7 jogos (5 vitórias, 1 empate e 1 derrota). O primeiro Fla-Flu daquele campeonato ocorreu em 12 de fevereiro de 1995 e foi a estreia de Romário pelo Flamengo, enquanto o Fluminense estava desfalcado de Renato Gaúcho e Ézio. Apesar do cenário, o Fluminense jogou melhor e o jogo terminou empatado em 0 a 0, diante de um público pagante de 98 907 torcedores.
No segundo turno, o Flamengo também foi o primeiro colocado do Grupo B, com 14 pontos em 7 jogos (4 vitórias, 2 empates e 1 derrota), enquanto o Fluminense foi o terceiro colocado, com 12 pontos em 7 jogos (3 vitórias, 3 empates e 1 derrota).[carece de fontes?] O segundo Fla-Flu daquele campeonato ocorreu em 12 de março de 1995. Deu Fluminense: o Tricolor jogou melhor — "perdeu a chance de aplicar uma goleada histórica" — e venceu por 3 a 1. Um dos gols foi marcado por Renato Gaúcho, que não perdeu a oportunidade de ironizar Romário: no dia seguinte, o atacante do Fluminense apareceu em programas esportivos "procurando" o "Baixinho" pelas ruas do Rio de Janeiro.
O Flamengo se classificou para disputar a final da primeira fase (a Taça Guanabara de 1995) contra o Botafogo, que havia terminado o segundo turno na primeira posição do Grupo A, com 7 vitórias em 7 jogos. A final foi disputada em 23 de março de 1995: o Flamengo venceu por 3 a 2, com três gols de Romário, e foi o campeão.[carece de fontes?] O "Baixinho" não perdoou o rival Túlio, que foi expulso logo no primeiro tempo da final, e nem Renato Gaúcho: "Aqui tem muito rei. Rei tem dois, três, quatro, cinco. Mas Deus, Deus só tem um. E agora eles sabem quem é", declarou Romário após a partida.

### Octogonal final
Além de conquistar a Taça Guanabara, o Flamengo também foi o líder do Grupo B nas duas primeiras fases; então, o Rubro-Negro chegou ao octogonal final com 3 pontos bônus; Botafogo e Vasco, com 1 ponto bônus; e o Fluminense não conquistou nenhum ponto bônus. O Rubro-Negro largou avassalador no octagonal final: na primeira partida, realizada em 26 de março de 1995, no Maracanã, venceu o Entrerriense por 6 a 0, enquanto o Fluminense empatou por 0 a 0 com o America. Na rodada seguinte, o Flamengo venceu o America por 3 a 1 e o Fluminense perdeu para o Botafogo por 1 a 0, de modo que a distância entre os dois já era de 8 pontos.[carece de fontes?]
Na rodada seguinte, em 9 de abril de 1995, o Fluminense conquistou sua primeira vitória na fase final ao vencer o Vasco por 3 a 2; no mesmo dia, o Flamengo empatou com o Bangu em 2 a 2. Nas rodadas seguintes, o Fluminense emplacou mais duas vitórias (3 a 1 sobre o Volta Redonda e 4 a 1 sobre o Entrerriense), enquanto o Flamengo perdeu para o Botafogo (1 a 0) e empatou com o Volta Redonda (3 a 3). Em 30 de abril de 1995, ocorreu o terceiro Fla-Flu daquele campeonato. Antes do jogo, Romário e Renato Gaúcho se encontraram em uma praia da Barra da Tijuca para jogar futevôlei; eles apostaram 1 000 dólares, e Romário venceu. Em uma partida eletrizante e descrita como uma das mais emocionantes do campeonato, o Tricolor venceu o Rubro-Negro por 4 a 3, com gols de Ézio, Renato Gaúcho e dois gols do meio-campista Rogerinho,[carece de fontes?] que havia entrado no segundo tempo. O Fluminense, que não possuía patrocinador desde a saída da Coca-Cola, jogou a partida com a inscrição "Ame o Rio" estampada na camisa, para exaltar a cidade e demonstrar seu potencial de mídia para investidores. A ação se revelou um sucesso: a Prefeitura do Rio de Janeiro pagou ao clube para continuar utilizando a estampa, e sua ampla exposição permitiu ao Fluminense, pouco tempo depois, fechar um patrocínio com a Hyundai.
O Flamengo não se abalou com a derrota no clássico e venceu 7 dos 7 jogos restantes antes do último confronto do campeonato. O Fluminense também engrenou, vencendo 5 e empatando 2 dos 7 jogos restantes.[carece de fontes?] Na penúltima rodada, o Flamengo venceu o Volta Redonda por 5 a 0 no Maracanã e seria campeão antecipado caso o Fluminense não vencesse o Entrerriense em Três Rios. O Tricolor venceu por 3 a 0 e chegou à última rodada com 30 pontos, 2 a menos que o Flamengo, para o qual bastava um empate no último jogo para ser campeão.

## A partida

### Primeiro tempo

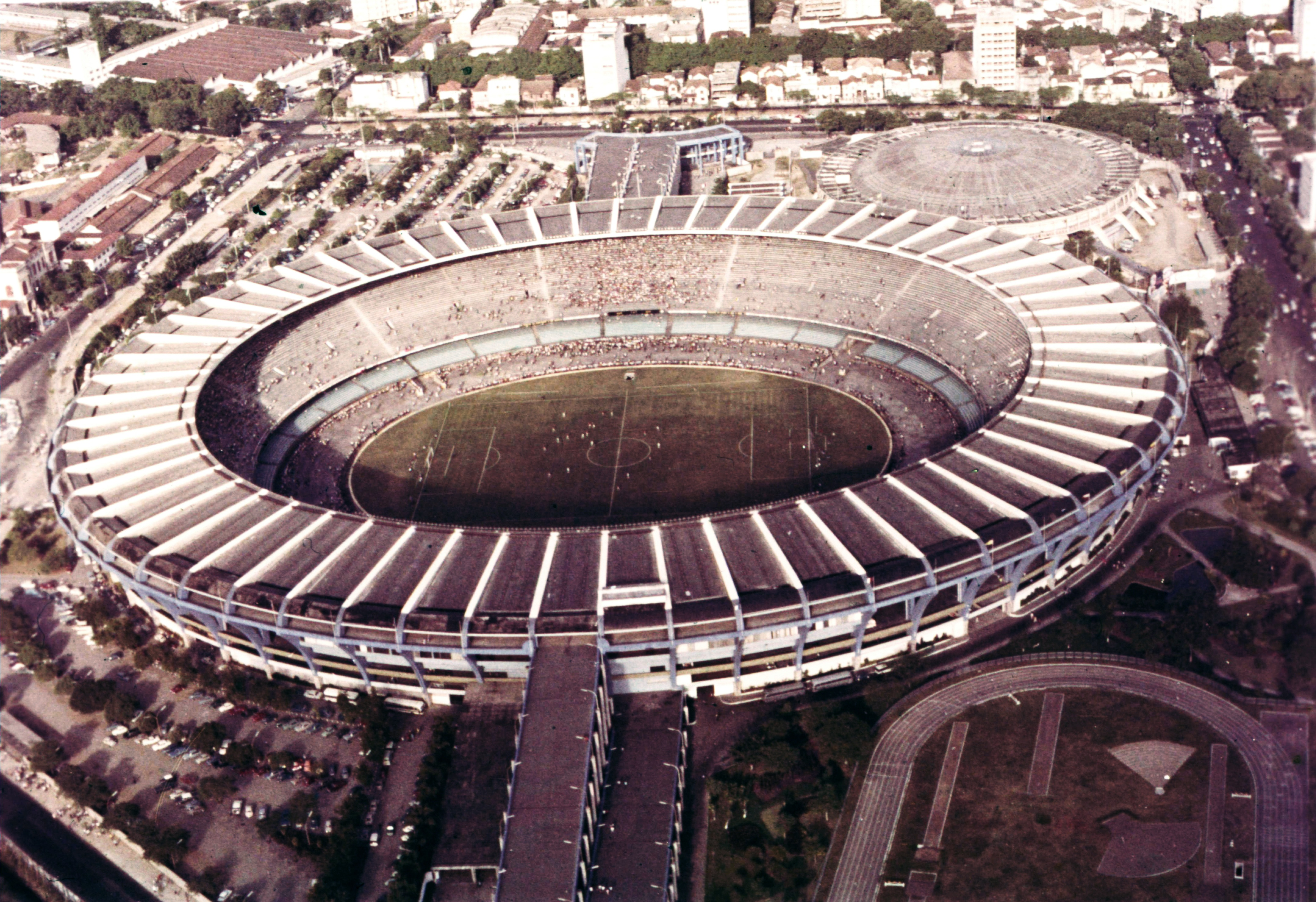
A partida foi disputada no Estádio do Maracanã.

O primeiro tempo da partida é frequentemente relembrado pela forte chuva no estádio do Maracanã. O Fluminense precisava da vitória para ser campeão e "engolia o Flamengo no Maracanã", jogando de forma "incansável", enquanto o Rubro-Negro parecia "sonolento"; o desempenho do Tricolor no primeiro tempo já foi descrito como "perfeito" e "próximo da perfeição". Aos 30 minutos, Márcio Costa desarmou William e passou para Ailton; o meio-campista passou para Leonardo, na esquerda; o atacante passou para Rogerinho, que cruzou para Renato Gaúcho. O atacante dominou com o pé direito e, mesmo caído, finalizou com o esquerdo, abrindo o placar para o Fluminense. Aos 42 minutos, Márcio Costa chutou de longe e o goleiro Roger espalmou; Renato Gaúcho passou para Leonardo, com o gol vazio, marcar o segundo.

### Segundo tempo
| |  |  |
| Renato Gaúcho (esq.) desviou o chute de Ailton (dir.) com a barriga e marcou o gol do título do Fluminense. Na súmula do jogo, o árbitro Leo Feldman registrou o gol para Ailton. |  |  |

No segundo tempo, o cenário foi diferente. O Flamengo partiu para o ataque e, empurrado pela torcida rubro-negra, que era maioria no estádio, pressionava o Fluminense, com direito a bola na trave após cobrança de falta do lateral-esquerdo Branco. Aos 26 minutos, o Flamengo diminuiu a desvantagem: Charles Guerreiro chutou de longe, a bola desviou em Márcio Costa e sobrou para Romário finalizar de pé esquerdo e marcar o primeiro gol de sua carreira contra o Fluminense. Os jogadores se desentenderam após o gol de Romário e o árbitro Leo Feldman expulsou o zagueiro Sorley, do Fluminense, e o meio-campista Marquinhos, do Flamengo. Impulsionado pelo gol de Romário, o Rubro-Negro continuou pressionando e conseguiu o empate aos 32 minutos: Rodrigo Mendes avançou pela esquerda e cruzou para Fabinho, que driblou 3 defensores do Fluminense e chutou de pé esquerdo para o fundo do gol defendido por Wellerson.
O empate bastava para o Flamengo ser campeão. Aos 34 minutos, o Fluminense teve mais um jogador expulso quando o zagueiro Lira recebeu o cartão vermelho após carrinho violento em Fabinho. Com dois jogadores a mais e a vantagem do empate, a torcida do Flamengo já gritava "É campeão!". Aos 41 minutos, o meio-campista Ailton recebeu pela direita e avançou sob a marcação de Charles Guerreiro. O jogador do Fluminense fez um drible para a esquerda, outro para direita, e chutou em direção à área. A bola desviou na barriga de Renato Gaúcho antes de vencer o goleiro Roger: 3 a 2 para o Fluminense. Aos 45 minutos, o Fluminense teve seu terceiro jogador expulso, após o zagueiro Lima cometer um carrinho violento contra o atacante Sávio.

### Detalhes
| 25 de junho de 1995 | Fluminense                                    | 3 – 2         | Flamengo                  | Estádio do Maracanã                                         |
| 16:00               | Renato Gaúcho 30' · Leonardo 42' · Aílton 87' | Ficha técnica | 71' Romário · 79' Fabinho | Público: 120 418 (112 285 pagantes) Árbitro: RJ Leo Feldman |

| Fluminense | Flamengo |

|                |    |               |                                         |    |
|                |    |               |                                         |    |
| GL             | 1  | Wellerson     |                                         |    |
| LD             | 2  | Ronald        |                                         |    |
| ZG             | 3  | Lima          | Expulso                                 |    |
| ZG             | 4  | Sorley        | Penalizado com cartão amarelo · Expulso |    |
| LE             | 6  | Lira          | Expulso                                 |    |
| VL             | 5  | Marcio Costa  |                                         |    |
| VL             | 10 | Djair         |                                         |    |
| MC             | 11 | Rogerinho     |                                         | a' |
| MC             | 8  | Aílton        |                                         |    |
| AT             | 7  | Renato Gaúcho |                                         |    |
| AT             | 9  | Leonardo      |                                         | b' |
| Substituições: |    |               |                                         |    |
| AT             | '  | Ézio          | A'                                      |    |
| VL             | '  | Cadu          | b'                                      |    |
| Treinador:     |    |               |                                         |    |
| Joel Santana   |    |               |                                         |    |

|                      |    |                   |         |    |
|                      |    |                   |         |    |
| GL                   | 1  | Roger             |         |    |
| LD                   | 2  | Marcos Adriano    |         | a' |
| ZG                   | 4  | Gélson Baresi     |         |    |
| ZG                   | '3 | Jorge Luis        |         |    |
| LE                   | 6  | Branco            |         |    |
| VL                   | 5  | Charles Guerreiro |         |    |
| VL                   | 7  | Fabinho           |         |    |
| MC                   | 8  | Marquinhos        | Expulso |    |
| MC                   | 9  | William           |         | b' |
| AT                   | 11 | Romário           |         |    |
| AT                   | 10 | Sávio             |         |    |
| Substituições:       |    |                   |         |    |
| LD                   | '  | Rodrigo Mendes    | a'      |    |
| MC                   | '  | Mazinho           | b'      |    |
| Treinador:           |    |                   |         |    |
| Vanderlei Luxemburgo |    |                   |         |    |

## Classificação final
| Classificação | Classificação | Classificação | Classificação | Classificação | Classificação | Classificação | Classificação | Classificação | Classificação |
| Pos           | Time          | PG            | J             | V             | E             | D             | GP            | GS            | SG            |
| ------------- | ------------- | ------------- | ------------- | ------------- | ------------- | ------------- | ------------- | ------------- | ------------- |
| 1             | Fluminense    | 33            | 14            | 10            | 3             | 1             | 25            | 10            | +15           |
| 2             | Flamengo      | 32            | 14            | 9             | 2             | 3             | 38            | 18            | +20           |
| 3             | Botafogo      | 30            | 14            | 9             | 2             | 3             | 25            | 8             | +17           |
| 4             | Vasco da Gama | 22            | 14            | 5             | 6             | 3             | 21            | 12            | +9            |
| 5             | America       | 12            | 14            | 3             | 3             | 8             | 11            | 19            | -8            |
| 6             | Volta Redonda | 12            | 14            | 3             | 3             | 8             | 12            | 31            | -19           |
| 7             | Bangu         | 12            | 14            | 2             | 6             | 6             | 11            | 20            | -9            |
| 8             | Entrerriense  | 6             | 14            | 1             | 3             | 10            | 6             | 31            | -25           |

## Reações e desdobramentos
“Eles [Flamengo] tinham o time dos sonhos, e nós tínhamos um catado. O Ronald veio do Americano, o Lima veio do Sport Recife, o Márcio Costa veio em uma peneira que eu fiz no Bonsucesso, o Sorley veio do Coritiba, o Renato [Gaúcho] foi mandado embora do Atlético Mineiro. Esta é que é a verdade. O Leonardo veio nem lembro de onde."

Joel Santana, técnico do Fluminense.

"Uma derrota daquela realmente foi uma coisa bem inesperada, então eu posso dizer que foi uma das piores que tive na minha vida."

Romário, atacante do Flamengo.

O título do Campeonato Carioca de 1995 encerrou um jejum de 10 anos do Fluminense, que não vencia um campeonato desde 1985. A conquista encerrou a sequência de três títulos consecutivos do Vasco da Gama, e foi a oitava vez que o técnico Joel Santana foi campeão do Campeonato Carioca. Renato Gaúcho terminou o campeonato com apenas 5 gols, muito atrás do artilheiro Túlio (27 gols) e do vice-artilheiro Romário (26 gols). Mesmo assim, na manhã seguinte à partida, a imprensa esportiva foi à sua casa e entregou ao atacante do Fluminense a coroa e o traje de "Rei do Rio".
O gol de barriga fez com que Renato Gaúcho se tornasse um dos grandes ídolos da história do Fluminense. O site oficial do clube, ao citar Renato como um de seus ídolos, se refere ao gol como "um dos momentos mais emocionantes da história do clube". Tido como herói da conquista, o atacante disputou poucas partidas no campeonato em virtude de lesões (e era dúvida para o jogo decisivo) e marcou apenas 5 gols (3 deles, no Flamengo). Foi o líder do "time de operários" do Fluminense, que chegou às semifinais do Campeonato Brasileiro de 1995. O Tricolor foi o campeão do primeiro turno em sua chave, com 6 vitórias, 3 empates e apenas 2 derrotas nos 11 jogos daquela etapa. Na semifinal, o clube enfrentou o Santos e venceu o primeiro jogo, no Maracanã, por 4 a 1, mas foi eliminado após perder o segundo jogo por 5 a 2 no Estádio do Pacaembu. O Santos viria a perder a final para o Botafogo; Túlio, que foi artilheiro do Campeonato Carioca, também foi o artilheiro do Campeonato Brasileiro, com 23 gols marcados.
Renato jogou no Fluminense até 1997 e se aposentou em 1999, tornando-se treinador de futebol. Desde então, foi treinador do Fluminense em cinco ocasiões diferentes; na terceira, entre 2007 e 2008, foi campeão da Copa do Brasil de 2007 e levou o clube à inédita final da Taça Libertadores da América de 2008.
Para a sequência da temporada de 1995, o Flamengo contratou 3 jogadores do Fluminense que participaram da final: o lateral Lira, o volante Márcio Costa e o meio-campo Djair. Além do trio tricolor, o Rubro-Negro fez mais uma contratação de peso para o seu centenário, pagando 5 milhões de dólares ao Palmeiras para contratar o atacante Edmundo. O "Animal" formou, com Romário e Sávio, o trio de ataque que a torcida rubro-negra cantava como "melhor ataque do mundo/Sávio, Romário e Edmundo". Juntos, porém, não se destacaram: o Flamengo perdeu a final da Supercopa Libertadores de 1995 para o Independiente, da Argentina e lutou contra o rebaixamento no Campeonato Brasileiro de 1995, terminando a competição na 21ª colocação. Em julho, o técnico Vanderlei Luxemburgo pediu demissão após se desentender com o "Baixinho", que exigia não se concentrar para os jogos e nem participar de todos os treinos. Em outubro, Romário e Edmundo foram expulsos do jogo contra o Vélez Sarsfield, pela Libertadores, após uma briga generalizada em campo, na qual Romário acertou uma voadora em um adversário.
O "Baixinho" foi o quarto jogador mais votado para o prêmio de melhor do mundo em 1995 (mesmo atuando exclusivamente no Brasil) e deixou o Flamengo em 1996 com 68 gols marcados em 79 jogos, voltando à Espanha para defender o Valencia. Romário retornou ao Flamengo por empréstimo em 1996 e foi finalista vencido do Torneio Rio-São Paulo de 1997 (do qual foi artilheiro) e da Copa do Brasil; ele retornou ao Valencia em 1997, mas em dezembro daquele ano acertou sua volta ao Flamengo, onde permaneceu até 1999. Romário deixou o Flamengo como o quarto maior artilheiro da história do Rubro-Negro, com 204 gols em 240 jogos.